# Linda Park
Linda Park (Seoel, 9 juli 1978) is een Amerikaans actrice. Ze emigreerde met haar ouders naar de Verenigde Staten en groeide daar op in de Californische stad San Jose.

## Carrière
Park werd in 2001 gecast voor de rol van Hoshi Sato, de Japanse taaldeskundige in de televisieserie Star Trek: Enterprise. Ze bleef deze rol vier jaar spelen, tot de serie in 2005 afgelopen was. Ze was ook te zien in de serie Raines en speelde daarnaast in de televisieserie Women's Murder Club, tot deze laatste alsook beëindigd werd. In 2008 verbleef ze een tijd in Bulgarije voor de opnames van de film Infestation. In 2011 speelde ze gastrollen in de aflevering "Bloodhounds" van de serie The Mentalist, en in de aflevering "The Fix" van de serie House.